# Phytichthys chirus
Phytichthys chirus, es una especie de pez actinopeterigio marino, la única del género monotípico Phytichthys de la familia de los estiqueidos.

## Biología
Cuerpo alargado característico de la familia, con una longitud máxima descrita de 20 cm. Tiene alrededor de setenta espinas y ningún radio blando en la aleta dorsal, mientras que en la aleta caudal tiene solo 2 o 3 espinas y más de 40 radios blandos, aleta caudal redondeada y aletas pectorales muy pequeñas. Color del cuerpo verde oliva a verde marrón oscuro dorsalmente, amarillo a verde en el vientre, frecuentemente con marcas más oscuras en el lado, pequeñas manchas blancas a veces evidentes a lo largo del lado del medio, con cuatro rayas claras y oscuras que llegan hacia atrás y hacia abajo desde los ojos.

## Distribución y hábitat
Se distribuye por aguas del noreste del océano Pacífico, desde la costa de Alaska hasta el sur de California. Son peces marinos de comportamiento demersal, que habita en un rango de profundidad entre la superficie y un máximo de 12 m, habitualmente bajo las rocas en las zonas intermareales, donde se alimentan de crustáceos, algas rojas y algas verdes.